# Clistoyucca
Clistoyucca é um género botânico pertencente à família agavaceae.

## Algumas espécies
| - Yucca aloifolia - Yucca angustissima - Yucca angustifolia - Yucca arkansana - Yucca baccata - Yucca baileyi - Yucca brevifolia - Yucca confinis - Yucca constricta - Yucca decipiens - Yucca elata | - Yucca elephantipes - Yucca endlichiana - Yucca faxoniana - Yucca filamentosa - Yucca filifera - Yucca flaccida - Yucca glauca - Yucca gloriosa - Yucca grandiflora - Yucca guatemalensis - Yucca harrimaniae - Yucca intermedia | - Yucca jaliscensis - Yucca kanabensis - Yucca lacandonica - Yucca madrensis - Yucca nana - Yucca pallida - Yucca periculosa - Yucca recurvifolia - Yucca rigida - Yucca rostrata - Yucca rupicola | - Yucca schidigera - Yucca schottii - Yucca standleyi - Yucca thompsoniana - Yucca thornberi - Yucca torreyi - Yucca treculiana - Yucca valida - Yucca whipplei - Yucca yucatana |

1. ↑  «Clistoyucca — World Flora Online». www.worldfloraonline.org. Consultado em 19 de agosto de 2020